# Aeroporto de Parelheiros
O Aeroporto  de Parelheiros, seria batizado de Aeródromo Privado Rodoanel, ou ainda de Harpia, seria o terceiro aeroporto na cidade de São Paulo e o primeiro aeroporto de aviação executiva privado no país autorizado a operar vôos e cobrar tarifas aeroportuárias.. Ficaria localizado no trecho sul do Rodoanel Mário Covas, divisa com o município de Embu-Guaçu, ficando a aproximadamente 35 quilômetros do centro da capital do estado de São Paulo, que possui o modal aeroviário que mais cresce no Brasil.
No dia 23 de abril de 2013, a concessão para a exploração de aeródromo civil público por meio de autorização foi concedida pela Presidência da República, através da Secretaria de Aviação Civil da Presidência da República (SAC/PR). Poucos dias depois, no entanto, a Secretaria Municipal de Desenvolvimento Urbano negou a certidão de uso e ocupação do solo requisitada pela empresa Harpia. A Prefeitura de São Paulo reiterou o veto em Janeiro de 2014. Segundo o secretário da Secretaria de Negócios Jurídicos Luis Fernando Massonetto, é "inadmissível a instalação de aeródromos em zonas de proteção e desenvolvimento sustentáveis (ZPDS) e nas zonas especiais de preservação ambiental (ZEPAM)."
Com uma área de 4 milhões de m² quadrados, 20% do total da área seria destinado para a construção na primeira fase do projeto.
O Aeródromo de Parelheiros teria uma pista de 1.830 metros e seria capaz de operar anualmente até 240 mil pousos e decolagens até 2020.
A previsão de início das operações era até o início de 2015 e as obras estão estimadas em mais de R$ 1 bilhão.
O Aeródromo teria capacidade para atender aviação executiva, operação de helicópteros, serviço de táxi aéreo.
O empreendimento seria controlado pela Harpia Logística Ltda, empresa dos sócios André Skaf, filho do presidente da Federação das Indústrias do Estado de São Paulo, (Fiesp), Paulo Skaf e Fernando Augusto Camargo de Arruda Botelho, filho de Fernando Botelho, acionista do Grupo Camargo Corrêa (atual Mover Participações),  que faleceu em 2012.

## Histórico

### Histórico e projeto
O Aeroporto de Congonhas e o Aeroporto Internacional de São Paulo-Guarulhos (Governador André  Franco Montoro)  já ultrapassam há tempos suas capacidades operacionais, Congonhas cresceu numa área urbanizada e o Aeroporto Internacional  tem alguns planos de ampliação, porém com projetos para a administração privada.
O Aeroporto Campo de Marte exclusivamente destinado a aviação executiva na cidade de São Paulo, somente o ano as operações de pousos e decolagens foram maiores  que o Aeroporto Santos Dumont, na cidade do Rio de Janeiro.
Um novo aeroporto privado será a solução para o país que é segundo maior em frota de aviação executiva no mundo,  São Paulo  corresponde a 28% desse total.

### Capacidade
Serão criados 33 lotes destinados à implantação de hangares, com 491 mil m²  de área, heliponto, torre de controle, terminal de passageiros e segurança.
O Aeródromo Harpia possui uma área de 4 milhões de metros quadrados, localizado em uma zona de proteção ambiental na região de Parelheiros, no extremo Sul da cidade de São Paulo e utilizará apenas 15% do total da área na primeira fase do projeto.
Será capaz de operar até 240 mil pousos e decolagens nos próximos anos, com movimentação esperada de 464.796 pessoas por ano até 2020.
A pista de voo será maior que a de Congonhas e dimensionada para aviões executivos com capacidade para voos intercontinentais.
A empresa está consultando a Receita Federal, Polícia Federal e Anvisa para autorizar a operação internacional.

### Acessos
O aeroporto está localizado há 20 quilômetros da capital de São Paulo e 35 quilômetros do centro da capital, sem ligação pelos modais ferroviário ou metroviário.

### Investimentos
O projeto Harpia terá investimentos aproximados de R$ 1 bilhão nos próximos 10  anos e contará com investimentos apenas da iniciativa privada.
A empresa está captando investidores para levantar mais recursos para o projeto.
Serão criados 2 mil empregos diretos e 6 mil indiretos.

## Licenças e autorizações
O Decreto 7.871 de 21 de dezembro de 2012, assinado pela presidenta da República Dilma Roussef  regulariza a exploração de aeródromos civis públicos por meio de autorização.
No Decreto 7.871 ainda ressalta no Art. 8O O autorizatário deverá observar a legislação e a regulamentação técnica e de segurança aplicáveis aos aeródromos e às operações de tráfego aéreo da ANAC e do Comando da Aeronáutica (Comaer), e as disposições constantes do termo de autorização.
No dia 23 de abril de 2013, foi concedida pela Presidência da República e Secretaria de Aviação Civil (SAC)  a autorização a empresa Harpia Logística Ltda para construção e exploração do Aeródromo Privado Rodoanel Mário Covas, situado no Município de São Paulo.
Em  25 de Julho de 2013 o ministro da Secretaria de Aviação Civil, Wellington Moreira Franco,  anunciou em evento em São Paulo junto com o Governador Geraldo Alckmin a autorização para o empreendimento.
As regras ainda contemplam que a execução da obra, manutenção e a segurança do futuro aeroporto são de responsabilidade dos empreendedores.

### Impasses ambientais
O projeto ainda não possui licenças ambientais da Secretaria do Meio Ambiente do Estado de  São Paulo e da Secretaria Municipal do Verde e do Meio Ambiente, o terreno fica alguns quilômetros da Área de Proteção Ambiental Municipal do Capivari-Monos (APA Capivari-Monos).
Segundo um dos sócios André Skaf, a empresa vai reflorestar 80% do terreno, onde a maior parte da vegetação  é formada por eucalipto, e que nenhuma nascente (geologia) de água será enterrada e só usarão 20% do total da área para a construção do empreendimento.
Segundo os empreendedores, o estudo de impacto ambiental (EIA- RIMA) já foi concluído e enviados à Companhia Ambiental do Estado de São Paulo (Cetesb) para que o empreendimento obtenha licença. A empresa informa que  há oito nascentes dentro do terreno, porém elas não serão enterradas, portanto a água continuará percorrendo normalmente na represa Guarapiranga.
A Prefeitura de São Paulo negou um pedido da Harpia Logística para construção do aeroporto, embora tenha recebido autorização da Secretaria de Aviação Civil da Presidência, antes que as obras comecem é necessário que o governo municipal avalie o projeto.
Em 31 de julho, a Secretaria Municipal de Desenvolvimento Urbano também negou a certidão de uso e ocupação do solo solicitada pelos empreendedores. A certidão garante  pelo poder público que o empreendimento desenvolvido possa ser explorado naquela região. A secretaria do Verde e Meio Ambiente vai  avaliar os impactos que podem causar na região na construção do novo aeroporto.